# Pekan Tanjung Pura
Pekan Tanjung Pura is een bestuurslaag in het regentschap Langkat van de provincie Noord-Sumatra, Indonesië. Pekan Tanjung Pura telt 11.994 inwoners (volkstelling 2010).